# Isochariesthes variegata
Isochariesthes variegata là một loài bọ cánh cứng trong họ Cerambycidae.